# Jagdstaffel 14
La Königlich Preußische Jagdstaffel Nr 14 ou Jagdstaffel 14 était un « groupe de chasse » (c'est-à-dire un escadron de chasseurs) de la Luftstreitkräfte, la branche aérienne de l'Armée impériale allemande pendant la Première Guerre mondiale. Jasta est un acronyme formé par l'abréviation du mot allemand Jagdstaffel (escadrille de chasse). L'unité totalise 57 victoires aériennes (dont 5 ballons d'observation) pendant la guerre, au prix de 8 de ses pilotes tués au combat, 5 blessés au combat et 3 autres faits prisonnier,.

## Histoire
La Jagdstaffel 14 est le résultat de la transformation d'une unité antérieure, le Fokkerstaffel Falkenhausen, le 28 septembre 1916. Elle opère dans le détachement d'armée A, l'armée chargée de la partie sud du front de l'Ouest. L'unité a servi jusqu'à la fin de la guerre, avant d'être dissoute lors de la défaite de l'Allemagne.

## Liste des commandants (Staffelführer)
1. Hauptmann Karl Krieg : 28 septembre 1916 - 14 octobre 1916[1]
2. Oberleutnant Rudolf Berthold : 14 octobre 1916 - 12 août 1917[1]
3. Leutnant Walter Höhndorf : 12 août 1917 - 5 septembre 1917[1]
4. Leutnant Hans Werner : 5 septembre 1917 - 11 novembre 1918[1]

## Liste des bases d'opérations
1. Sarrebourg : 28 septembre 1916 - 14 octobre 1916[1]
2. Marchais : 14 octobre 1916 - 27 avril 1917[1]
3. La Neuville : 27 avril 1917 - mai 1917[1]
4. Marchais : mai 1917 - 5 novembre 1917[1]
5. Boncourt : 5 novembre 1917 - 5 janvier 1918[1],[3]
6. Liesse : 5 janvier 1918 - 19 mars 1918[1]
7. Masny : 19 mars 1918 - 11 avril 1918[1]
8. Phalempin : 11 avril 1918 - 3 octobre 1918[1]
9. Aertrycke : 3 octobre 1918 - 11 novembre 1918[1]

## Membres célèbres
Le Staffelführer Rudolph Berthold est l'un des principaux as allemands de la Première Guerre mondiale, étant à égalité à la septième place en termes de victoire. Il a notamment été décoré de la croix Pour le Mérite, de l'Ordre militaire de Saint-Henri et de la Croix de fer,. La Jagdstaffel 14 compta également parmi ses membres Josef Veltjens (en), vainqueur de 35 duels aériens, récipiendaire de la croix Pour le Merite, de l'Ordre de Hohenzollern, et de la Croix de Fer tandis que  Paul Rothe (en) a obtenu une Croix de Fer en tant que ballon-buster lors de son passage dans la Jasta . Parmi les as de l'escadron, on peut citer Johannes Werner, Hans Bowski, et Herbert Boy. Joachim-Friedrich Huth (en) ne remporta qu'une victoire au sein de la Jasta 14 pendant la Première Guerre Mondiale avant de perdre toute la partie inférieure de sa jambe droite lors d'un combat aérien. Cela ne l'empêcha pas de servir dans la Luftwaffe pendant la Seconde Guerre mondiale puis d'atteindre le grade de Generalleutnant dans la Bundeswehr avant de prendre sa retraite en 1961.